# Malaltia d'Eales
La malaltia d'Eales, també anomenada angiopatia retinal juvenil és una vasculitis retinal que produeix hemorràgies vitries i retinals recidivants. Aquestes tenen com a conseqüència una pèrdua de visió.